# Ehrenmal Syke
Das Ehrenmal Syke in Syke, Bahnhofstraße, stammt von 1881 und dient dem Andenken an Hauptmann Ernst Boden.
Das Ehrenmal steht unter Denkmalschutz.

## Geschichte
Ernst Otto Boden (1768 oder 1770 – 17. April 1850) zählt zu den größten Wohltätern von Syke. 1803 war er Leutnant in der Hannoverschen Armee, die im Dritten Koalitionskrieg gegen Napoleon verlor. Nach kurzer Emigration in England kehrte er 1803/04 zurück nach Syke, heiratete und arbeitete auf dem Plackenhof. 1808 erbte er den Hof, vermutlich von einer Tante, der Obristenwitwe Boden. In der napoleonischen Zeit war er von 1810 bis 1813 Maire (Bürgermeister) vom Kanton Syke im Département des Bouches-du-Weser. Ab 1813 war er Offizier in den Befreiungskriegen, dann Hauptmann und Kompaniechef in der Hannoverschen Armee. Um 1816 kehrte er zurück nach Syke. Sein einziger Sohn († 1843) und seine Frau († 1849) starben vor ihm.
Deshalb hinterließ er als Stiftung dem Flecken Syke fast den gesamten Grundbesitz des „adelig-freien“ Plackenhofes, rund 20 Hektar. Die mussten größtenteils pachtfrei weitergegeben werden an mittellose Einwohner „mit tadellosem Lebenswandel“ als Familienväter oder Familiengründer, die als gute Haushälter und fleißige Arbeiter „wohl bekannt“ seien und so viel gespart hätten, „als zu vollkommener Einrichtung einer Haushaltung erforderlich“ sei.
1881 entstand das Denkmal durch den Bildhauer Johann Beckert. Die kleine Parkanlage von 1894 wurde 1939 und in den 1990er Jahren umgestaltet. Zuvor war hier ein Feuerlöschteich.
1948 belief sich das Vermögen noch auf rund 80.000 Mark. 1964 erlosch die Ernst-Boden-Stiftung, nachdem das Vermögen zuvor überwiegend für den Schul- und Wohnungsbau verwendet wurde. Eine Straße und ein Platz in Syke wurden zudem nach Boden benannt.